# Zeche Bunte Kuh
Die Zeche Bunte Kuh ist ein ehemaliges Steinkohlenbergwerk in Schüren, Deutschland. Das Bergwerk ist entstanden aus der Zeche Alte bunte Kuh und war auch unter dem Namen Zeche Bunte Kuh auf dem Schürenberg bekannt.

## Geschichte
Das Stollenmundloch des Vorgängerbergwerks befand sich an der Emscher am Schuerberg oberhalb des Hellenbancker Stollens. Dieses Vorgängerbergwerk, die Zeche Alte bunte Kuh, war von 1720 bis 1739 in Betrieb. Es hatte einen Stollen und zwei Schächte. Nachdem das Vorgängerbergwerk mehrere Jahrzehnte nicht mehr betrieben worden war, beantragte Friedrich Hoz zu Hörde am 30. August des Jahres 1763 bei der Bergbehörde die Abbaugenehmigung für das stillliegende Bergwerk. Hoz beabsichtigte, die Kohlenbank hinter einer Störung wieder anzugreifen. Seinen Ausführungen zufolge wäre der Betrieb wieder lohnend. Insbesondere wären, aufgrund der Nähe zu Schüren, die Fuhrlöhne gering. Das Bergamt beauftragte die Berggeschworenen Brenner und Spoerer mit der Inaugenscheinnahme. Die Inaugenscheinnahme fand am 22. September desselben Jahres statt. Gemäß dem Bericht der beiden Berggeschworenen war der Stollen verfallen und musste vor Betriebsaufnahme aufgewältigt werden. Die Kosten für die erforderlichen Arbeiten waren, nach Einschätzung der Berggeschworenen, nicht unerheblich. Sie gaben Anweisung, die Arbeiten erst nach der Befahrung anzufangen. Die Befahrung des Bergwerks fand am 7. November desselben Jahres statt. Hierbei wurde mit dem Gewerken Hoz vereinbart, dass er zunächst das Flöz erschürfen sollte. Anschließend sollte Hoz die alte Akeldruft wieder aufwältigen, um dann anschließend die noch anstehenden guten Kohlen hinter der Störung abbauen zu können. Am 7. Januar des Jahres 1764 wurde eine Einigung mit den Gewerken der Zeche Hellenbank erzielt, sodass dem Betrieb kein weiteres Hindernis im Weg stand. Im Jahr 1771 wurden zunächst Schürfarbeiten getätigt. Bis zum 27. April desselben Jahres waren die Schürfarbeiten erfolglos geblieben. Zwar planten Friedrich Hoz und Konsorten, weiter zu schürfen, die Aufteilung der Anteile sollte aber erst nach erfolgreicher Schürftätigkeit erfolgen. Noch im laufenden Jahr 1771 wurde die Zeche Bunte Kuh stillgelegt. Im Jahr 1772 wurde eine erneute Mutung unter dem Namen Eleonore eingelegt.